# 699
699 је била проста година.

## Догађаји
- Омајадске трупе нападају Јерменију и обезбеђују потчињавање принца Смбата Багратунија. Јужни Кавказ постаје вицекраљевство под називом ал-Арминија и подељено је на четири региона: Кавкаску Албанију, Кавкаску Иберију, област око реке Арас и Тарон (савремена Турска).
- 26. јун – Ен но Озуну, јапански аскета, протеран је на Изу Ошиму (вулканско острво на острвима Изу) и оптужен да је збунио ум људи магијом. Касније ће се сматрати оснивачем народне религије зване Шугендо.